# Mason Thames
Mason Thames (Dallas, Texas, 10 de julio de 2007) es un actor estadounidense, conocido por protagonizar la película de terror The Black Phone (2021) y el live action de How To Train Your Dragon (2025).

## Carrera
Thames apareció en tres episodios de la primera temporada de la serie For All Mankind de Apple TV+ en 2019.
Thames protagonizó la película de terror de Scott Derrickson The Black Phone (2021), junto a Ethan Hawke. El papel le valió un gran reconocimiento y la película recibió críticas generalmente positivas de los críticos. Derrickson afirmó sobre Thames que "tiene un don que muy pocos actores, incluso actores profesionales adultos, tienen, que es la capacidad de procesar con veracidad y emoción cada momento, una toma a la vez, sin sobreactuar. Está en sus ojos y en su semblante, y su capacidad para hacerlo de una manera honesta y real es algo que no se puede enseñar". Repetirá su papel en la secuela. También apareció como el joven Walker en las dos primeras temporadas de Walker. Protagonizó la película de comedia Incoming (2024).
Thames protagonizó junto a Mel Gibson la película independiente de David Henrie Monster Summer. Protagonizó la adaptación cinematográfica de acción real de la franquicia Cómo entrenar a tu dragón.